# HD15144
HD15144 — подвійна зоря. 
Ця подвійна система має видиму зоряну величину в смузі V приблизно 5,9.
Вона розташована на відстані близько 214,0 світлових років від Сонця.

## Подвійна зоря
Головна зоря цієї системи належить до хімічно пекулярних зір й має спектральний клас A5.
В той же час спектральний клас іншої компоненти залишається  ще не визначеним.

## Фізичні характеристики
Зоря HD15144 обертається 
порівняно повільно 
навколо своєї осі. Проєкція її екваторіальної швидкості на промінь зору становить  Vsin(i)= 31км/сек.

## Пекулярний хімічний вміст
Зоряна атмосфера HD15144 має підвищений вміст 
Cr
.

## Магнітне поле
Спектр даної зорі вказує на наявність магнітного поля у її зоряній атмосфері.
Напруженість повздовжної компоненти поля оціненої з аналізу
наявних ліній металів
становить  802,5± 216,4 Гаус.